# 小林隆
小林 隆（こばやし たかし、1959年8月20日 - ）は、日本の俳優。ケイファクトリー所属。

## 来歴・人物
埼玉県川越市出身。埼玉県立松山高等学校卒業、明治大学文学部文学科英文学専攻卒業。
大学在学中は体育会ヨット部に所属。4年時にはスナイプ級で関東インカレ団体優勝。
三谷幸喜が主宰していた劇団・東京サンシャインボーイズの出身で、三谷幸喜作品の常連出演者である。
当たり役は『古畑任三郎』（フジテレビ）シリーズの向島音吉役や大河ドラマ『新選組!』（NHK）の井上源三郎 役。
2014年には市村正親の病気療養に伴う代役として、オムニバスドラマ『おやじの背中』（TBS）最終話の主演に抜擢された。

## 出演

### テレビドラマ

#### NHK
- 櫂（1999年）
- 大河ドラマ
  - 新選組!（2004年）- 井上源三郎 役
  - 江〜姫たちの戦国〜（2011年）- 織田信包 役
  - 真田丸（2016年）- 片桐且元 役
  - 鎌倉殿の13人（2022年）- 三善康信 役
- 愛と友情のブギウギ（2005年）- 野々草正宗 役
- どんまい!（2005年）- 太田俊夫 役
- 新選組!! 土方歳三 最期の一日（2006年）- 井上源三郎 役
- マチベン（2006年）- 村山信介 役
- 陽炎の辻〜居眠り磐音 江戸双紙〜（2007 - 2008年）- 赤木儀左衛門 役
- コンカツ・リカツ（2009年）- 竹下部長 役
- 派遣のオスカル 〜少女漫画に愛をこめて（2009年）- 岩槻常務 役
- 坂の上の雲（2009年）- 遠藤慎司 役
- 連続テレビ小説
  - ゲゲゲの女房（2010年）- 仲人・谷岡 役
  - なつぞら（2019年） - 戸村悠吉 役[3]
  - 風、薫る（2026放送予定） - 中村義正 役[4]
- ガラスの家（2013年） - 稲木覚 役
- 小暮写眞館（2013年） - 濱田辰吾郎 役
- 菜の花ラインに乗りかえて（2013年） - 市原敏明 役
- シリーズ被爆70年 ヒロシマ 復興を支えた市民たち 第2回「走れ、三輪トラック」(2015年2月13日、NHK広島)
- 紅白が生まれた日（2015年）[5] - 松井志郎 役
- 未解決事件 File.05 ロッキード事件（2016年） - 豊島英次郎 役
- ツバキ文具店（2017年） - 砂田久雄 役
- 風雲児たち〜蘭学革命（れぼりゅうし）篇〜（2018年）- 国松 役
- デイジー・ラック（2018年） - 北村等 役
- 立花登青春手控え3（2018年） - 弥次郎 役
- 半径5メートル（2021年） - 前田和彦 役

#### 日本テレビ
- 奇跡のロマンス（1996年）
- 竜馬におまかせ!（1996年4月 - 6月）- 吉田松陰 役
- ドラマ・コンプレックス「嘘をつく死体」（2006年4月）- 紺野刑事 役
- ギャルサー（2006年）
- ドラマ・コンプレックス
  - 「ウィルスパニック2006夏〜街は感染した〜」（2006年6月）
  - 「大女優殺人事件」（2007年1月）- 紺野刑事 役
  - 「アガサ・クリスティーの予告殺人」（2007年3月）- 紺野刑事 役
- 栞と紙魚子の怪奇事件簿 第11話ゲスト（2008年3月15日）
- 傍聴マニア09〜裁判長!ここは懲役4年でどうすか〜 第2話（2009年10月、読売テレビ製作）
- 正月ドラマSP 「ザ・ミュージックショウ」（2011年1月2日）
- 示談交渉人 ゴタ消し（2011年2月、読売テレビ製作）- 中山玄 役
- ブルドクター 第4話ゲスト（2011年7月27日）- 紺野洋平 役
- 金曜スーパープライム「ミエルオンナ月子 〜真夏の夜のコワーイ話〜」（2011年8月26日）- スーパー店員 役（回想）
- でたらめヒーロー 第9話（2013年5月30日）- 倉田輝彦 役
- 金曜ロードSHOW!「天才バカボン〜家族の絆」（2016年3月11日）- 空き巣 役
- 家売るオンナ　第6話（2016年8月16日）
- 愛してたって、秘密はある。（2017年）- 海老原祐一 役
- ウチの夫は仕事ができない（2017年）- 宝田文彦 役
- Missデビル 人事の悪魔・椿眞子（2018年）- 瀬登広幸 役
- オクトー 〜感情捜査官 心野朱梨〜 Season2 第4話（2024年10月24日、読売テレビ） - 辺見恭平 役[6]

#### TBS
- 理想の結婚（1997年）
- Mの悲劇（2005年）
- 華麗なる一族（2007年）- 芥川常務 役
- 山田太郎ものがたり（2007年9月）- 運転手 役
- ゴッドハンド輝（2009年）- 片岡貢 役
- 官僚たちの夏（2009年9月）- 通産省局長 役
- 新参者（2010年）- 上川文孝 役
- 南極大陸（2011年）- 三船頼道 役
- 浪花少年探偵団 第2話（2012年7月9日）- 住吉中央警察署署長 役
- 黒の女教師（2012年）- 教育委員長 役
- MONSTERS 第3話（2012年11月4日）- 島村勉 役
- とんび 第4話（2013年2月3日）- 肇 役
- TAKE FIVE〜俺たちは愛を盗めるか〜（2013年）- 野上誠 役
- 半沢直樹（2013年）- 戸越茂則 役
- ホテルコンシェルジュ（2015年）- 小野寺幸一 役
- おやじの背中（2014年）- 北別府 役
- A LIFE〜愛しき人〜（2017年）- 真田隆之 役
- 99.9-刑事専門弁護士- SEASON II（2018年）- 久世貴弘 役
- わたし、定時で帰ります。（2019年）- 東山宗典 役
- 月曜ゴールデン
  - 「ご近所探偵・五月野さつき ゴミと罰」（2007年）
  - 「女タクシードライバーの事件日誌6」（2012年）- 坂下信也 役
- 月曜名作劇場
  - 「警視庁南平班～七人の刑事～11」（2018年）- 榎本靖雄 役
- キワドい2人-K2-池袋署刑事課 神崎・黒木 第1話（2020年9月11日）- 氏原辰雄 役
- 日本沈没-希望のひと-（2021年10月10日 - 12月12日）- 藤岡勲 役
- 義母と娘のブルース 2022年謹賀新年スペシャル（2022年1月2日）- 谷崎慎也 役[7]
- VIVANT 最終話（2023年9月17日） - 蘇我 役

#### フジテレビ
- やっぱり猫が好き殺人事件（1990年）
- 振り返れば奴がいる（1993年1月 - 3月）
- 古畑任三郎シリーズ（1994年 - 2009年）- 向島（東国原）音吉巡査 役
- 正義は勝つ（1995年10月 - 12月）
- 総理と呼ばないで（1997年4月 - 6月）
- お仕事です! 第11話（1998年4月 - 7月）
- TEAM 第9話 - 第11話（1999年10月 - 12月）
- スタアの恋（2001年）
- 白い春（2009年）
- 外交官・黒田康作（2011年）- 総領事 役
- ショムニ2013 第6話（2013年7月 - 9月）
- 世にも奇妙な物語
  - 第2シーズン「息子帰る」（1994年4月11日）
  - 2000年秋の特別編「よう!鈴木」（2000年10月4日）
  - 2002年秋の特別編「夜汽車の男」（2002年3月27日）
  - 2004年春の特別編「サイゴノヒトトキ」（2004年3月29日）
  - 2009年秋の特別編 「夢の検閲官」（2009年10月5日）
- 松本喜三郎一家物語 〜おじいさんの台所〜（2007年5月4日）
- すべてがFになる（2014年）- 芝池護 役
- 金曜エンタテイメント
  - 「地獄の花嫁」（1999 - 2004年）- 黒沢課長 役
- 金曜プレステージ
  - 「屋台弁護士2」（2007年）- 村木英二 役
  - 「天河伝説殺人事件」（2008年1月25日）
- 土曜プレミアム「新美味しんぼ-PART3-海原雄山VS究極七人のサムライ!」（2009年11月14日）
- オリエント急行殺人事件（2015年）- 益田悦夫 役
- ほんとにあった怖い話 「どこまでも憑いてくる」（2015年）- 鈴木一雄 役
- HEAT（2015年）- 畠山和夫 役
- 警視庁捜査二課・郷間彩香 特命指揮官（2016年）- 寺内豊 役
- カインとアベル（2016年）- 長谷川守 役
- 刑事ゆがみ（2017年）- 沼田徹 役
- 記憶（2018年）- 真山修 役
- ストロベリーナイト・サーガ（2019年）- 吉原秀一 役
- アンサング・シンデレラ 病院薬剤師の処方箋 第2話（2020年7月23日）- 大宮清 役
- 青のSP―学校内警察・嶋田隆平― 第7話（2021年2月23日） - 茂木 役
- 合理的にあり得ない 〜探偵・上水流涼子の解明〜 第3話 - （2023年） - 貴山勇作 役
- Re:リベンジ-欲望の果てに- 第9話（2024年6月6日） - 若林義雄 役
- ギークス〜警察署の変人たち〜 第6話（2024年8月15日） - 岡留太一 役[8]

#### テレビ朝日
- 科捜研の女（1999年）- 吉田大輔 役
- 相棒
  - season4 第12話「緑の殺意」（2006年1月11日）- レストラン「キュイジーヌ」シェフ 久保寺太一 役
  - season22 第14話「亀裂」（2024年1月31日） - 道明寺吉嗣 役
- 松本清張 点と線（2007年）
- サラリーマン金太郎（2010年）
- 警視庁継続捜査班（2010年）- 桂木圭介  役
- 土曜ワイド劇場「おかしな刑事6」（2010年）- 飯島敦 役
- DOCTORS〜最強の名医〜（2011年）- 神山慎一 役
- 松本清張ドラマスペシャル 砂の器（2011年）- 上杉医師 役
- 13歳のハローワーク（2012年）
- グッドパートナー 無敵の弁護士（2016年）- 葛原正 役
- 刑事7人（2017年）- 丸山政男 役
- 遺留捜査（2017年）- 尾上雅彦 役
- 家政夫のミタゾノ（2019年）- 丸山武 役
- 七人の秘書（2020年10月22日 - ）- 霧島和夫 役[9][10]
- ドクターY〜外科医・加地秀樹〜（2021年）-  成瀬秀成 役
- 必殺仕事人（2022年1月9日、ABC・テレビ朝日） - 団子屋の店主・吉蔵 役[11]
- 民王R 第4話（2024年11月12日） - 喫茶店のマスター 役[12]

#### テレビ東京
- 天国までの百マイル（2001年）
- 逃亡者 おりん（2006年）- 徳川家重 役
- ハル〜総合商社の女〜（2019年）- 熊澤巧 役
- ダブルチート 偽りの警官 Season1 第1話・第6話（2024年） - 須永良二 役[13]
- 水曜ミステリー9
  - 「湯けむりドクター華岡万里子の温泉事件簿7」（2013年）- 沢口謙吉 役
  - 「刑事・ガサ姫〜特命・家宅捜索班〜2」（2013年）- 安城勇司 役

#### WOWOW
- 借王〈シャッキング〉-銭の達人-（2009年） - 専門家 役
- スケープゴート（2015年） - 三崎伸明 役
- オペレーションZ〜日本破滅、待ったなし〜（2020年） - 盛田正義 役
- 落日（2023年） - 山上道也 役[14]
- ゲームの名は誘拐（2024年） - 小塚 役[15]

### 映画
- 交渉人 真下正義（2005年5月7日公開、東宝） - 山越孝雄 役
- タイヨウのうた（2006年6月17日公開、松竹） - 巡回中の警官 役
- 花田少年史 幽霊と秘密のトンネル（2006年8月19日公開、松竹） - 市村和夫 役
- アフタースクール（2008年5月24日公開、クロックワークス） - 検問の警察官 役
- ばかもの（2010年12月18日公開、ゴー・シネマ） - ひでの父 役
- 東京公園（2011年6月18日公開、ショウゲート） - 志田実 役
- ステキな金縛り（2011年10月29日公開、東宝） - 菅仁裁判長 役
- シン・ゴジラ（2016年7月29日公開、東宝） - 山岡総監 役[16][1]
- 海賊とよばれた男（2016年12月10日公開、東宝） - 小田 役
- 記憶にございません!（2019年9月13日公開、東宝） - 森崎財務大臣 役
- 耳をすませば（2022年） - 月島靖也 役
- スオミの話をしよう（2024年9月13日公開、東宝） - 宇賀神守 役[17]

### 舞台
- 天国から北へ3キロ（1989年）
- 彦馬がゆく（1990年、1993年）
- 12人の優しい日本人（1990 - 1992年）
- ラヂオの時間（1993年）
- サクラパパオー（1995年、2001年）
- 遊◎機械 / 全自動シアター ムーンライト（1996年）
- 巌流島（1996年）
- 天国から北へ3キロ（1991年）
- 追いつ!追われつ!!（2001年）
- 橋の上の男 シアターX（2002年6月）
- クラブオブアリス 青山円形劇場（2002年10月）
- 烏賊ホテル 新宿シアタートップス（2002年11月 - 12月）
- Subjective Holies（2002年）※友情出演
- オケピ!（2000 - 2003年）
- 最悪な人生のためのガイドブック（2005年）
- 屋上庭園 / 動因挿話（2005年）
- えっと、おいらは誰だっけ?（2007年）
- 魔法の万年筆（2007年）
- 恐れを知らぬ川上音二郎一座 The Fearless Otojiro's Company（2007年）
- ONEOR8莫逆の犬（2008年）
- 闇に咲く花（2008年、2012年）
- オーデュボンの祈り（2011年10月）
- すっぴん（2024年）[18]
- 蒙古が襲来（2025年）[19]

### OVA
- 銀河英雄伝説（1994年）- グレアム・エバード・ノエルベーカー 役

### 劇場アニメ
- サマーウォーズ（2009年）- 陣内太助 役[20]
- おおかみこどもの雨と雪（2012年）- 韮崎の旦那さん 役